# Лейво, Маргус
Маргус Лейво (эст. Margus Leivo, 28 мая 1954, Ряпина — 21 августа 2019) — эстонский политический деятель, бывший министр внутренних дел Эстонии.

## Биография
Лейво окончил ряпинскую среднюю школу в 1972 году. В 1977 году поступил в Таллинский политехнический институт и окончил его в 1982. С 1982 по 1984 работал главным инженером EÜE. Позже был директором предприятия Põlva KEK.
С 1990 по 1993 был старейшиной Пылвамаа. С 1993 по 1999 работал канцлером министерства экономики Эстонии. С 1992 по 2002 работал канцлером министерства дорог и коммуникаций. В 2002 году вступил в партию Народный союз Эстонии. С 2005 по 2007 был депутатом Рийгикогу 10-го созыва. В 2007 году вышел из партии.
В 2003 году награждён Большим крестом ордена Инфанта дона Энрике Португалии. В 2006 году был награждён Орденом Государственного герба 2 класса.
В последние годы жизни Маргус Лейво работал административным директором Таллинского Технического университета.